# Панджшерский фронт
Панджшерский фронт — военное объединение афганской оппозиции в Панджшерской долине в период Афганской войны (1979—1989). Получил известность, как символ всего афганского сопротивления наряду с его лидером полевым командиром Ахмад Шах Масудом.

## Задачи
Предназначение Панджшерского фронта с началом вооружённой борьбы состояло в расширении территории боевых действий против сил ОКСВА. Достичь этого результата было возможно раздачей оружия, финансовой помощи, боевой подготовкой членов вооружённых формирований оппозиции — направляя которых на соседние фронты повышало общий боевой опыт, навыки, слаженность действий.

— Главной политической задачей Панджшерского фронта являлось представлять собой символ афганского сопротивления.

## Предшествующие события
С вводом Советских войск в Афганистан, в целях организации партизанской войны в центральной и северо-восточной части страны, единого боевого управления, духовным лидером Бурхануддином Раббани и крупнейшим полевым командиром Ахмад Шах Масудом (А. Ш. Масуд), связанными совместной деятельности ещё в партии Мусульманская молодёжь и в восстании долине Панджшер 1975 года — был создан «Панджшерский фронт» — передовое боевое звено партии ИОА.

— На борьбу с Правительством в Кабуле и Советскими войсками, ИОА в числе «Семи Исламских партий», больше известной как Союз «Пешаварская семёрка» получала значительные финансовые средства и военную помощь — в рамках секретной операции «Циклон» от ЦРУ США, а также ряда западноевропейских стран; государств исламского мира и ближнего востока: Саудовской Аравии, Пакистана, Ирана, ОАЭ, Египта, Иордании и других.

Однако, несмотря на обширную внешнюю финансовую помощь, Панджшерский фронт, мобилизовал все имеющиеся в долине внутренние экономические ресурсы, взял под полный контроль добычу всех полезных ископаемых в долине. Значительные средства поступали в бюджет ИОА от разработки месторождений изумрудов.

— В районах добычи серебра в горной породе образовалось большое количество выработанных брошенных шахт, напоминающих решето с большим количеством отверстий. В дальнейшем в этих шахтах оборудовались опорные и наблюдательные пункты панджшерцев.

— Ущелье служило удобным транспортным коридором по поставке вооружений и боеприпасов вьючным транспортом из Пакистана, а также местом для организации учебно-тренировочных баз мятежников, как в самой долине, так и в прилегающих.

## Панджшер. Географическое положение
Панджшерское ущелье это протяжённая, узкая долина, окруженная, по обе стороны заключённая высокими горами. С обеих сторон к ней примыкает множество мелких ущелий. Расположена к северо-востоку от Кабула — столицы ДРА и граничит с провинциями: Парван, Каписа, Лагман, Бадахшан, Тахар и Баглан.
 С Панджшером соседствуют два стратегических пункта: Саланг, называемый в народе горлом Кабула и военный аэродром Баграм. Панджшерский фронт активно использовал эту близость в борьбе с ОКСВА и Правительственными силами.

В связи с этим руководители фронта пришли к выводу, что одной из главных задач является налаживание единства действий между территориально близкими друг другу фронтами.

## История
Панджшерский фронт играл лидирующую роль в организации и координации военно-политической деятельности фронтов по типу Исламской Армии — партии Исламское общество Афганистана — в 5 (пяти) северо-восточных провинций, примыкающих к Панджшеру: Кундуз, Баглан, Тахар, Парван, Каписа.

Позже, на базе Панджшерского и северо-восточных фронтов, был создан так называемый «Наблюдательный совет», который решал военные-политические и экономические задачи в организации деятельности антиправительственных сил всего региона. В дальнейшем такие объединения стали создаваться на западе и юге Афганистана, главную роль в них играла партия Исламское общество Афганистана.

## Структура. Базы
Расширение подконтрольной Панджшерскому фронту территории, диктовало создание военных и административных структур одновременно. Были созданы: судебные комитеты, комитет по вопросам культуры, совет по образованию и культуре, а также совет улемов.

— Панджшерский фронт создал 22 (двадцать две) базы, рассредоточенных по всей протяжённости долины. В помощь слабым базам, были созданы подвижные группы, способные при наступлении на Панджшер входить в бой до его развития и атаковали противника в районах, расположенных за пределами долины. Они же направлялись на помощь базам, подвергнувшимся наступлению Советских войск.

— Каждая из баз располагалась в одном из второстепенных ущелий, примыкающих к долине и подразделялась, в свою очередь — на два основных и один вспомогательный гарнизоны; тем самым достигалась определённая гибкость, и Советским войскам было сложно ликвидировать наскоком базу.

— Состав подвижных групп был набран из числа различных баз Панджшерской долины. Такой подход повышал боевой дух панджшерцев и способствовал налаживанию взаимодействия между различными базами и сводя к минимуму противоречия, порой имевших место между руководством фронта и командованием некоторых из баз. В случае поражения подвижной группы такой подход в формировании её личного состава способствовал более равномерному распределению потерь между различными базами, а не их концентрации в одном районе.

— В ходе боев на протяжении девяти месяцев 1982, 1983 годов — руководство Панджшерского фронта, используя приобретённый боевой опыт, разделила членов баз на членов ударных групп и занятых тыловыми и хозяйственными вопросами.

— Образование наблюдательного совета и объединённая деятельность руководства Панджшерского фронта с данным советом, в состав которого входило 50 наиболее опытных воинов-панджшерцев и 50 мятежников других фронтов, впоследствии способствовали формированию на их основе руководства так называемой исламской армии:

каждая из групп мятежников состояла из 32 (тридцать) вооружённых, обученных и экипированных бойцов. На вооружении данной группы состояло два ручных гранатомета РПГ-7, 1 пулемёт ПК и автоматы АК-47. Во главе группы находился командир со своим заместителем. Основная группа, в свою очередь — делилась на три более мелкие, по 10 (тринадцать) человек, один из которых был её командиром. Данная группа, была способна вести наступательные и оборонительные действия и находиться в резерве.

— По данным Абд Аль-Хафиз Мансура — афганского историка, панджшерца, описывающего деятельность Панджшерского фронта, в долине находились следующие базы:

Парийан, Хавак, Дашт-и Рават, Сафид Чехр, Ханч, Пашгур, Ам-раз, Астана, Паранда, Чамалурда, Тавах, Анаба, Заманкур, Шотал, Да-ра-йи Хазара, Садах ва Караман, Абдулла-Хейль, Манджхур, Талха ва мала, Хасарак, Абдара, Фарадж..

## Тыловое обеспечение
Успех Панджшерского фронта во многом объясняется формированием тыловых резервов. В верхней части долины находятся значительные месторождения изумрудов. Население этих районов издревле вело их разработку, доход полученного от продажи реализованных необработанных драгоценностей, в размере 20 % передавало Панджшерскому фронту.

— В верховье Панджшерского ущелья — в местности Пават, в кишлаках: Пирьях, Мабаин, Зарадхак — в 10-13 километрах юго-восточнее и восточнее населённого пункта Пишгор, в каждом из которых было сконцентрировано от 20 до 40 шахт, а также в ущелье Дархиндж. Население данного района существовало на средства от продажи изумрудов и платило с добытых камней оброк в казну панджшерского фронта.

— Добытый в долине изумруд транспортировался в Пакистан на переработку, а оттуда распространялся по всему миру. Сумма средств вырученных за изумруды, в среднем в год составляла до 10 миллионов долларов. Горные работы на скальных грунтах осуществлялись японскими бурильными установками с привлечением труда западноевропейских инженеров. Помимо добычи изумрудов сторонники Ахмад Шах Масуда в уезде Джарм в провинции Бадахшан, добывали лазурит.

— Помимо добычи драгоценных и полудрагоценных камней, в низовье Панджшерского ущелья в местности Джарий-аб издревле разрабатывались серебряные рудники. Добытое серебро, направлялось соприкасающуюся с Панджшером, долину Андараб, где из него изготавливали серебряные изделия.

— С целью пополнения казны Панджшерского фронта, было принято решение о взимании с населения Панджшера налогов: с урожая земледельческих культур; с дохода от горнодобывающей промышленности — добычи изумрудов и лазурита; пятипроцентный налог, взимаемый с заработной платы государственных служащих и доходов ремесленников.
 Суммы, вырученные от этих поступлений, передавались в финансовый комитет, имевшийся на каждой базе мятежников.

## Наблюдательный Совет
Панджшерский фронт играл лидирующую роль в организации и координации деятельности фронтов в 5 (пяти) северных провинциях, примыкающих к Панджшеру: Кундуз, Баглан, Тахар, Парван, Каписа. На их базе был создан так называемый Наблюдательный совет, который решал военные-политические и экономические задачи.

«Панджшерскому фронту» под командованием А. Ш. Масуда была отведена главенствующая роль. В дальнейшем такие объединения стали создаваться на западе и юге Афганистана, главная роль там отводилась партии Исламское общество Афганистана.

— НС ИОА, как главный орган — решал весь спектр военно-политических задач, стоящих перед фронтами: разрабатывал план предстоящих боевых действий, устанавливал взаимодействие между действиями командиров, организовывал тыловое обеспечение (вооружение, боеприпасы, экипировка, продовольствие), распределял финансовые средства. — Наблюдательный совет реорганизовал существовавшую ранее, структуру вооружённых формирований и приступил к созданию «исламской армии» (ИА). Применение ИА было рассчитано на различные по масштабу вооружённые столкновения, налёты на коммуникации и органы государственной власти. Важное значение в деятельности ИА уделялось борьбе за умы и сердца простых и неграмотных афганцев, агитации и пропаганде среди личного состава афганских правительственных сил: армии, милиции, сил госбезопасности.

## Панджшерский и Северо-восточные фронты
На начальном этапе Афганской войны, на ограниченном театре военных действий — Советским войскам противостояли немногочисленные отряды моджахедов, образованные по принципу клановой, племенной и религиозной (сунниты, шииты, исмаилиты) принадлежности.

Группировки, соперничали и зачастую, открыто враждовали, друг с другом. Раскол оппозиции был на руку советскими военным разведчикам и использовался в интересах войск. И всё же перед лицом приближающихся масштабных боевых действий от Советских войск, единство между конфликтующими оппозиционными формированиями, временно — но, всё же устанавливалось. Отбросив все имеющиеся противоречия и распри, разрозненные формирования выступали единым фронтом.

— В дальнейшем, для эффективного боевого управления отрядами и тыловым обеспечением, лидерами партии ИОА, был разработан план борьбы.
Он состоял в объединении вооружённых отрядов по всей протяжённости Панджшерского ущелья в мощную ударную силу, получившим название «Панджшерский фронт» (ПФ).
ПФ был хорошо организован в части боевого управления и тылового обеспечения. На базе ПФ, партия ИОА ставила цель сделать его символом всего афганского сопротивления. Лидирующая роль ПФ состояла в планировании, организации и управлении боевыми действиями отрядов ИОА — в центральной, северо-восточной и западной части страны, в плотном взаимодействии с другими фронтами мятежников — по подобию регулярной армии.

— Командиры формирований ИОА группы «центр» и «северо-восток» пришли к необходимости достижения соглашения о полном взаимодействии, а в зависимости от складывающейся обстановки, и к единому боевому управлению соседними фронтами. Полученный боевой опыт с подвиг их к формированию двух главных фронтов — «панджшерского» и «северо-восточного». Причиной тому, стали эффективность применения сил и средств, а также контроль за расходованием финансовых средств, выделяемых иностранными спонсорами на партизанскую борьбу в отдельно взятом регионе, и стремление к достижению лидерства в конкурентной борьбе за объём распределяемой внешней помощи.

— В равной степени с ИОА, прочные позиции в северо-восточном регионе занимала «пропуштунская» «Исламская партия Афганистана» (ИПА), образованная тремя месяцами ранее чем ИОА, в 1973 году в городе Пешавар (Пакистан), духовным лидером Гульбеддином Хекматияром. ИПА вторая крупная политическая партия в составе «Союз моджахедов Афганистана».

## Конфликт с «Исламской партией Афганистана»
Степень влияния ИПА Гульбеддина Хекматияра в северо-восточных и северных провинциях Афганистана, по причине большого количества живущих в регионе пуштун, населивших этот регион в XIX и XX веке, была также, высокой. Массовое переселение пуштун в северные провинции страны — Афганский Туркестан, Каттаган (историческая область на северо-востоке страны) и Бадахшан, из мест их традиционного проживания (восточных, юго-восточных и южных провинций) на рубеже веков получило название «пуштунизация» северных территорий. Оно было направлено на блокирование угроз сепаратизма у северных границ и укрепление власти правителей Эмирата (пуштун по национальности) над местным — «непуштунским» населением: таджиками, узбеками, хазарейцами и другими народами.

— На разных временных этапах, снабжение Панджшерского фронта в Андарабе, Наджрабе, Кухистане блокировались отрядами «Исламской партии Афганистана». Это привело к тому, что в Панджшерскую долину из центра «Исламского общества Афганистана» в Пешаваре (Пакистан) прекратило поставляться иностранная помощь: оружие, снаряжение и продовольствие, парализовывая деятельность отрядов ИОА А. Ш. Масуда.

Я несколько раз посылал в Андараб своих людей с тем, чтобы договориться об открытии дороги на Хавак, но другие «исламские партии», среди которых нет настоящих мусульман, не снизошли до наших просьб. Наоборот, они только усугубляют наше бедственное положение, требуя у обездоленных, голодных и несчастных людей деньги за мыло и спички. В районе Поле Хэсар (район уезда Андараб, где базировались отряды ИПА Гульбетдина Хекматиара — сноска из текста) они издевались над панджшерцами и каждого из них на несколько дней сажали в тюрьму. Доставка к нам товаров из Пешавара не может быть осуществлена в связи с блокированием дороги в Саид-хейле (район провинции Парван — сноска из текста)— А.Ш. Масуд в письме эмиссару доктору Исхаку 24.12.1982
.

## Иностранная литература
- «Afghanistan: The Soviet Invasion and the Afghan Response, 1979—1982» Mohammed Kakar 1997 Архивная копия от 10 апреля 2019 на Wayback Machine
- «Buzkashi: Game and Power in Afghanistan, Third Edition» G. Whitney Azoy 2011 Архивная копия от 10 апреля 2019 на Wayback Machine
- «War in Afghanistan» Mark Urban 2016 с.295 Архивная копия от 10 апреля 2019 на Wayback Machine
- «Crises Confronting Afghan Women: Under the Shadow of Terror» Alia Rawi Akbar 2010 Архивная копия от 10 апреля 2019 на Wayback Machine
- «Secret plans open faces: from the withdrawal of Russians to the fall» Gulbiddīn Ḥikmatʹyār, S. Fida Yunas 2004 Архивная копия от 10 апреля 2019 на Wayback Machine